# Tučín
Tučín (německy Tutschin) je obec vzdálená cca 6 km na východ od města Přerov v okrese Přerov v Olomouckém kraji. Žije zde 446 obyvatel a jeho katastrální území má rozlohu 480 ha.

## Název
Jméno vesnice bylo odvozeno od osobního jména buď Tucha nebo Tuka (což byly domácké podoby některého jména obsahujícího -tu(ch)-, např. Drahotuch, Sobětuch, Tuchorad) a znamenalo "Tukův/Tuchův majetek".

## Historie
Nejstarší písemná zmínka o Tučíně pochází z roku 1351. Podle zápisu v zemských deskách prodali Tobiáš a Beneš ze Štralku urozeným mužům Janovi a Drslavovi, bratřím z Kravař, a jejich dědicům čtyři lány se vším příslušenstvím, které drželi ve vsi Tučíně.
V roce 2009 získala obec titul Vesnice roku.

## Obyvatelstvo
| Rok            | 1869 | 1880 | 1890 | 1900 | 1910 | 1921 | 1930 | 1950 | 1961 | 1970 | 1980 | 1991 | 2001 | 2011 | 2021 |
| -------------- | ---- | ---- | ---- | ---- | ---- | ---- | ---- | ---- | ---- | ---- | ---- | ---- | ---- | ---- | ---- |
| Počet obyvatel | 394  | 403  | 480  | 510  | 523  | 590  | 606  | 497  | 515  | 514  | 476  | 456  | 422  | 430  | 424  |
| Počet domů     | 73   | 76   | 81   | 83   | 83   | 87   | 103  | 102  | 109  | 118  | 120  | 142  | 138  | 142  | 146  |

## Obecní správa
Mezi lety 1869–1983 Tučín byl obcí v okrese Kroměříž (1869) a později v okrese Přerov. Od 1. července 1983 do 23. listopadu 1990 patřil jako část obce k Želatovicím a od 24. listopadu 1990 je opět samostatnou obcí.

### Obecní symboly
Znak a vlajka byly obci uděleny rozhodnutím předsedy Poslanecké sněmovny Parlamentu České republiky dne 11. května 2001.

## Pamětihodnosti
- Naučná stezka obcí Tučín S tučňákem za poznáním
- Ovocná alej Tučín
- Socha svatého Isidora
- Socha svatého Jana Nepomuckého

## Rodáci
- František Jemelka (1880–1954), metropolitní kanovník v Olomouci
- Antonín Jemelka (1896–1972), farář v Laškově u Olomouce, malíř
- Alois Jemelka (1883–1945), profesor
- Antonín Jemelka (1916–?), farář v Hranicích na Moravě
- Josef Dostál (1891– zastřelen 13. dubna 1945 v Lipsku), brigádní generál
- Tomáš Eduard Šilinger (1866–1913), politik a novinář, člen řádu augustiniánů

## Galerie

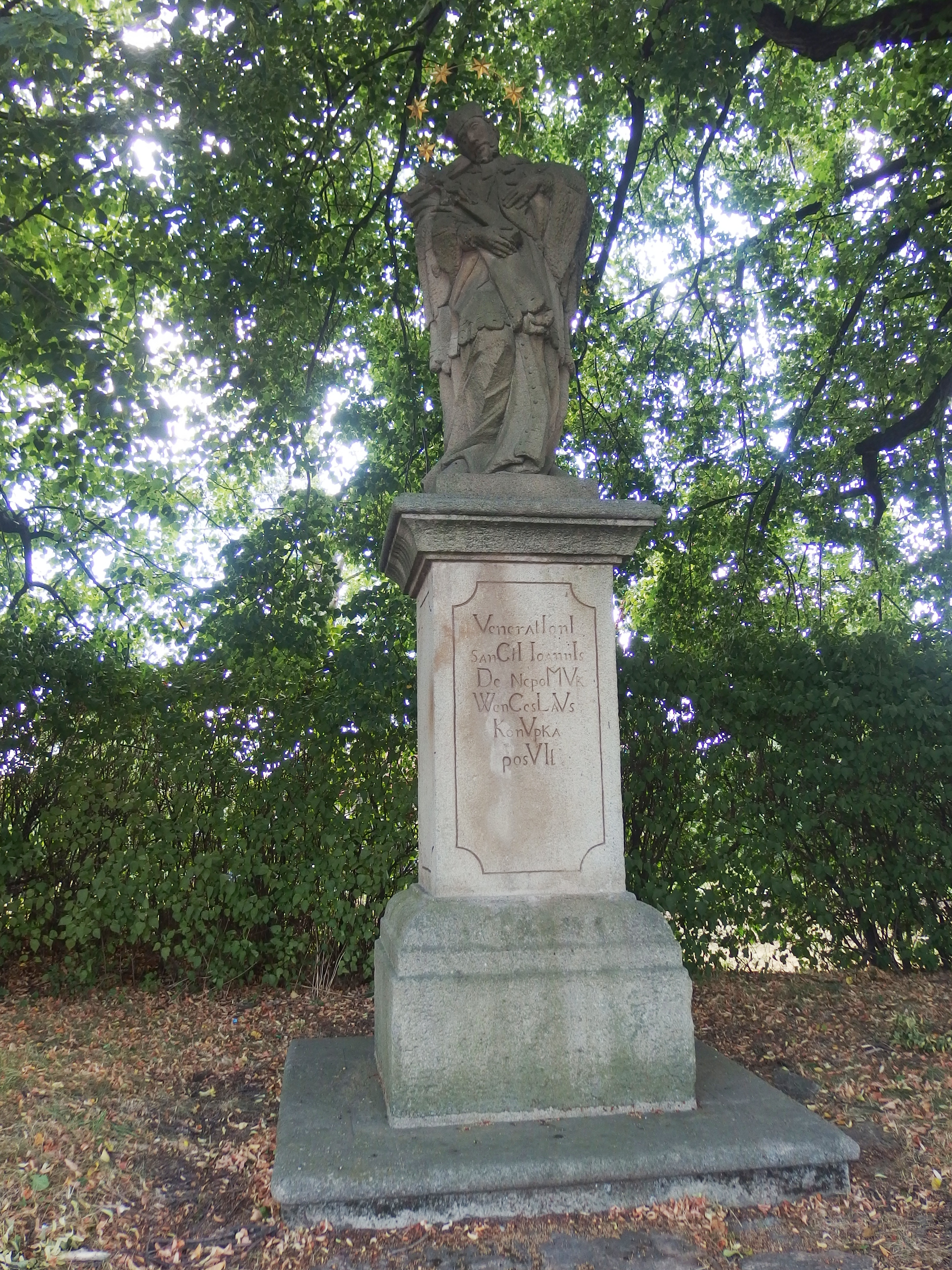
Socha sv. Jana Nepomuckého
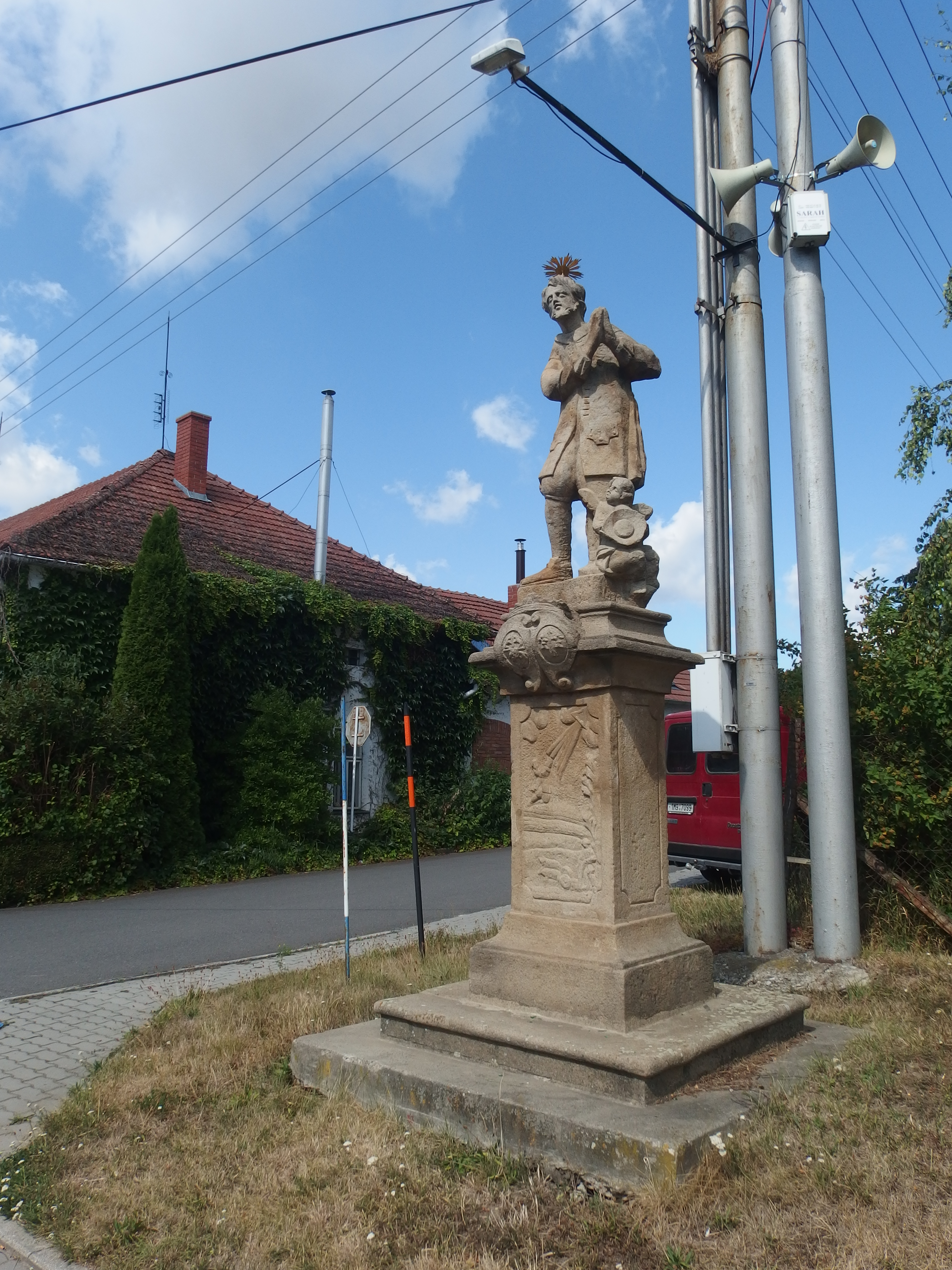
Socha sv. Isidora
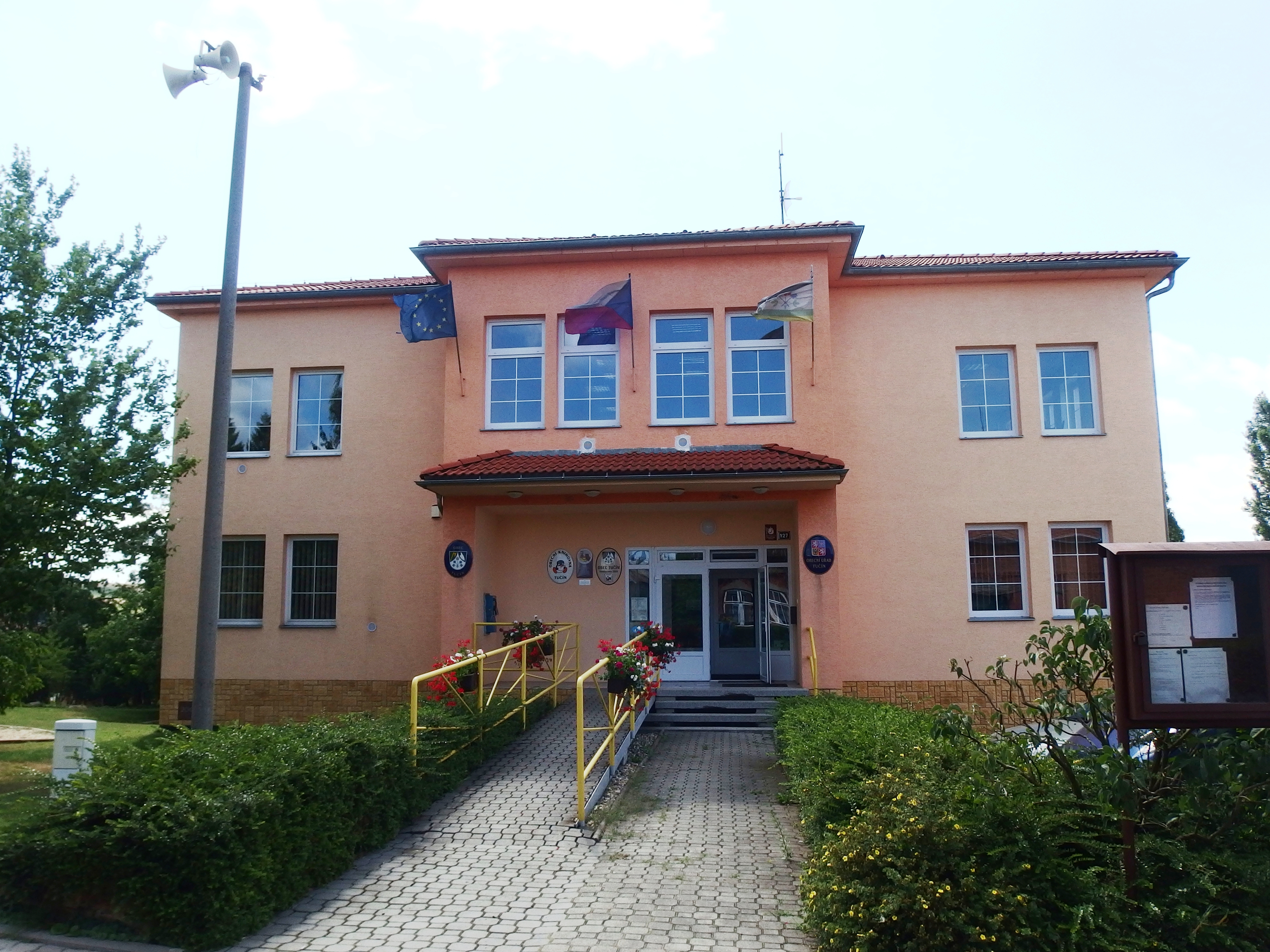
Obecní úřad
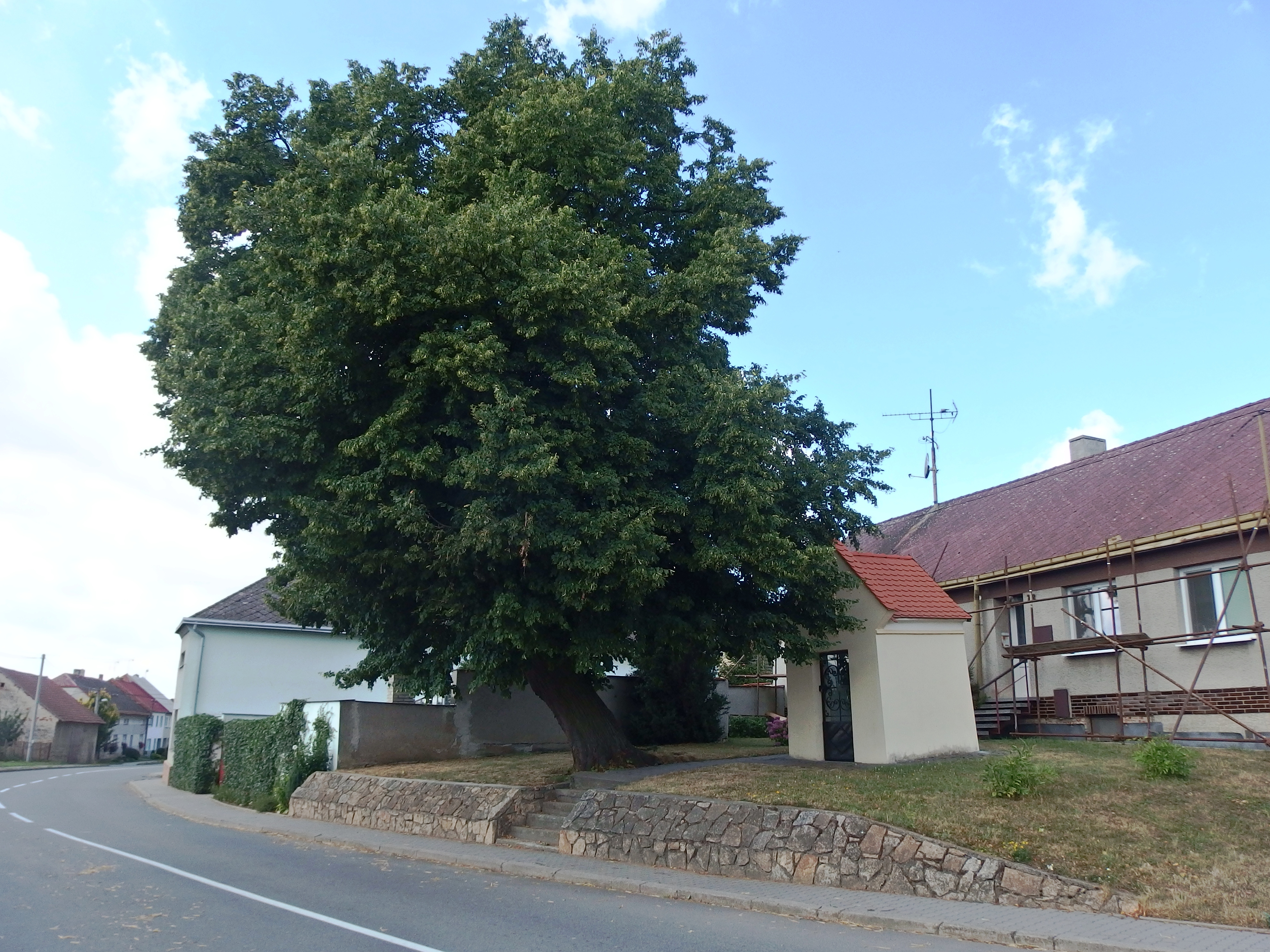
Kaple sv. Anny
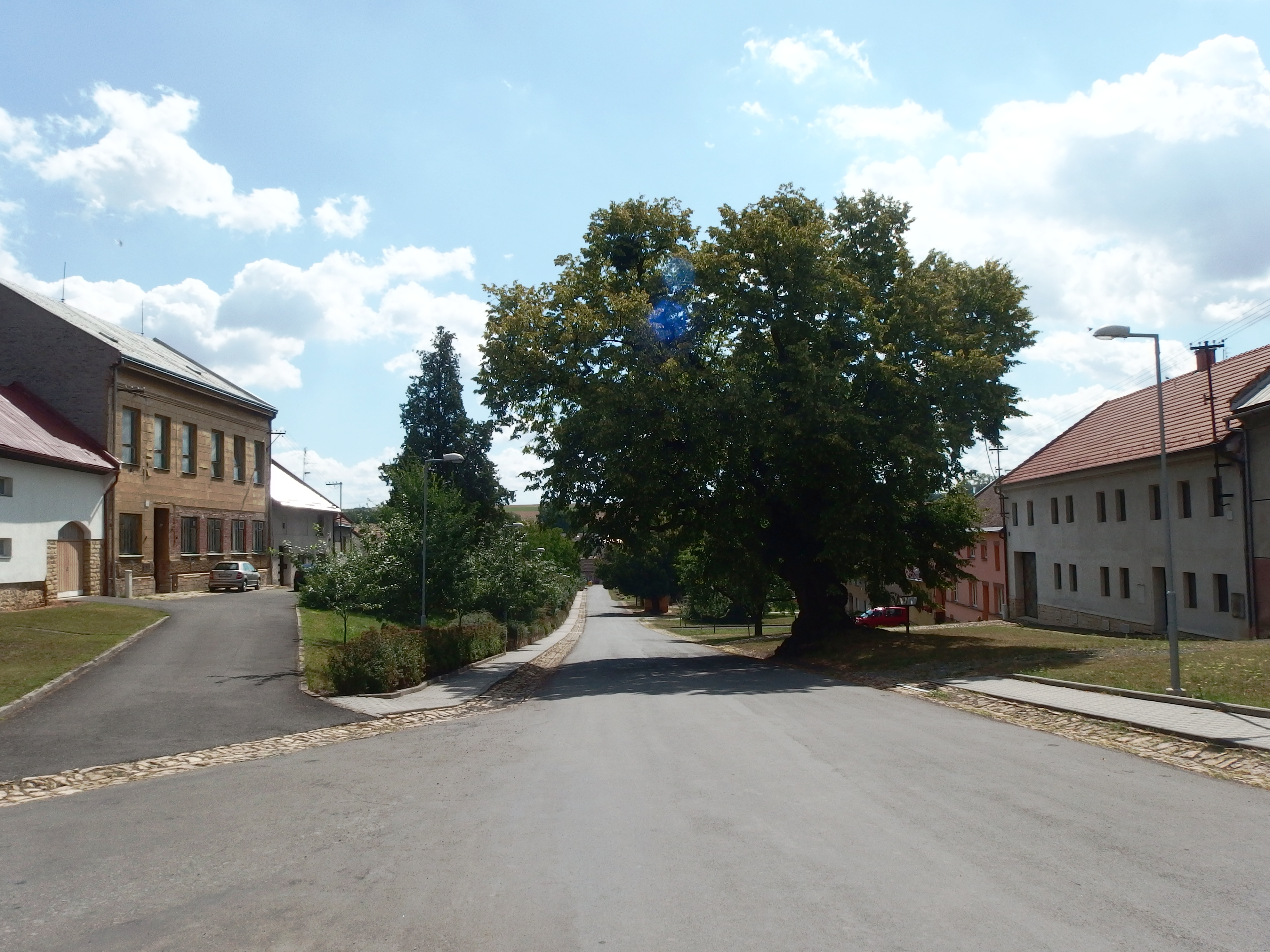
Lípa na návsi
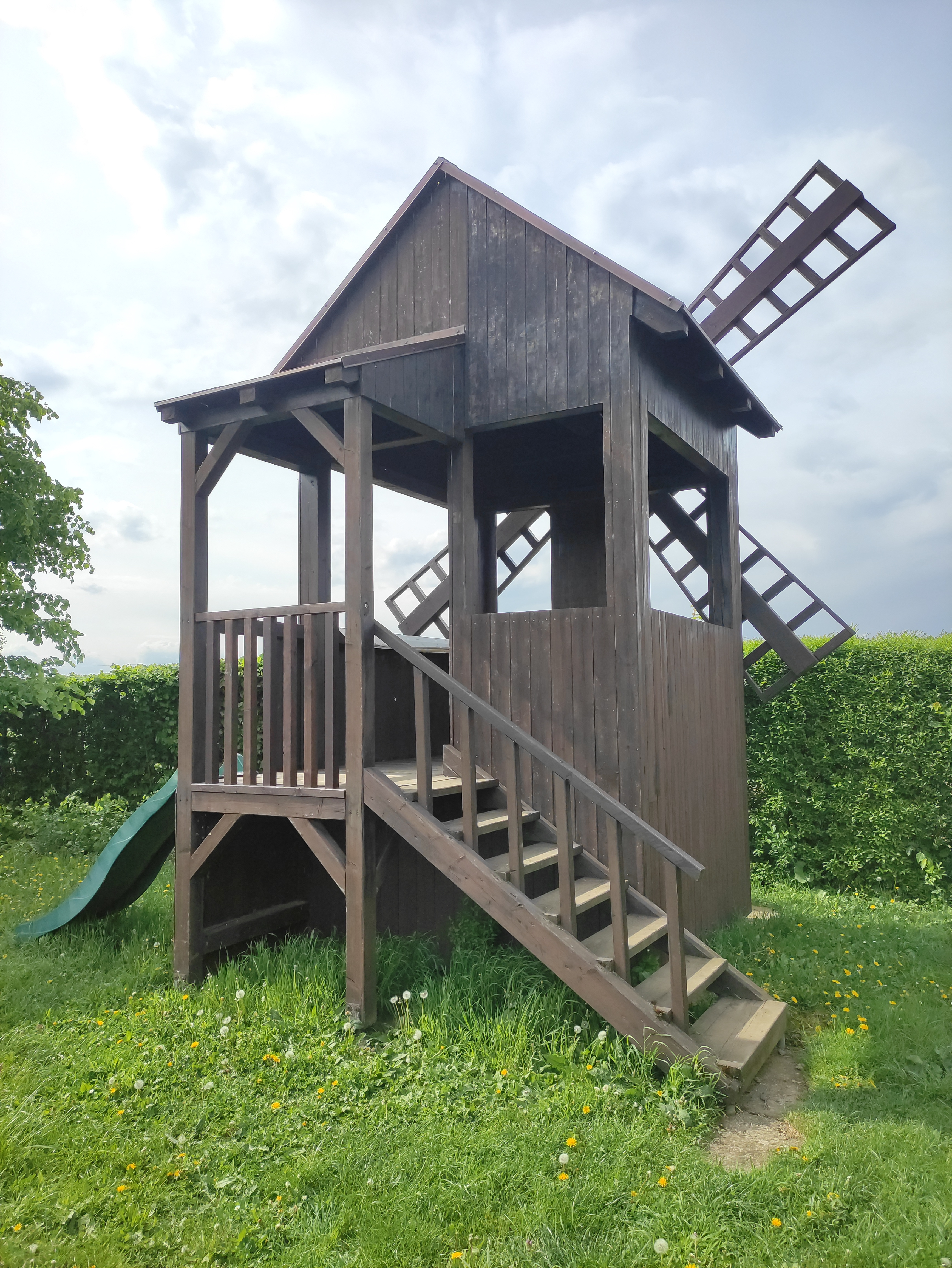
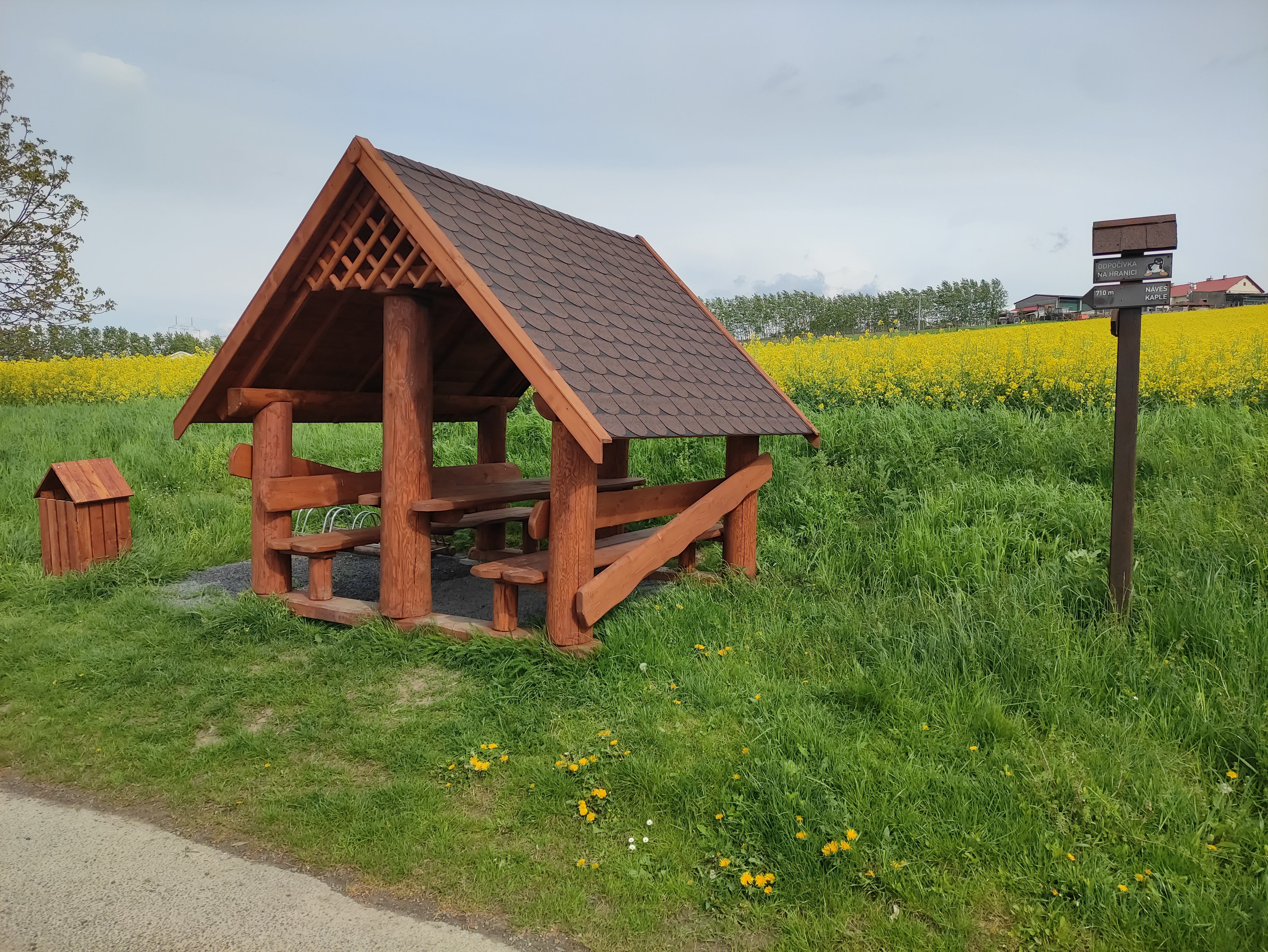
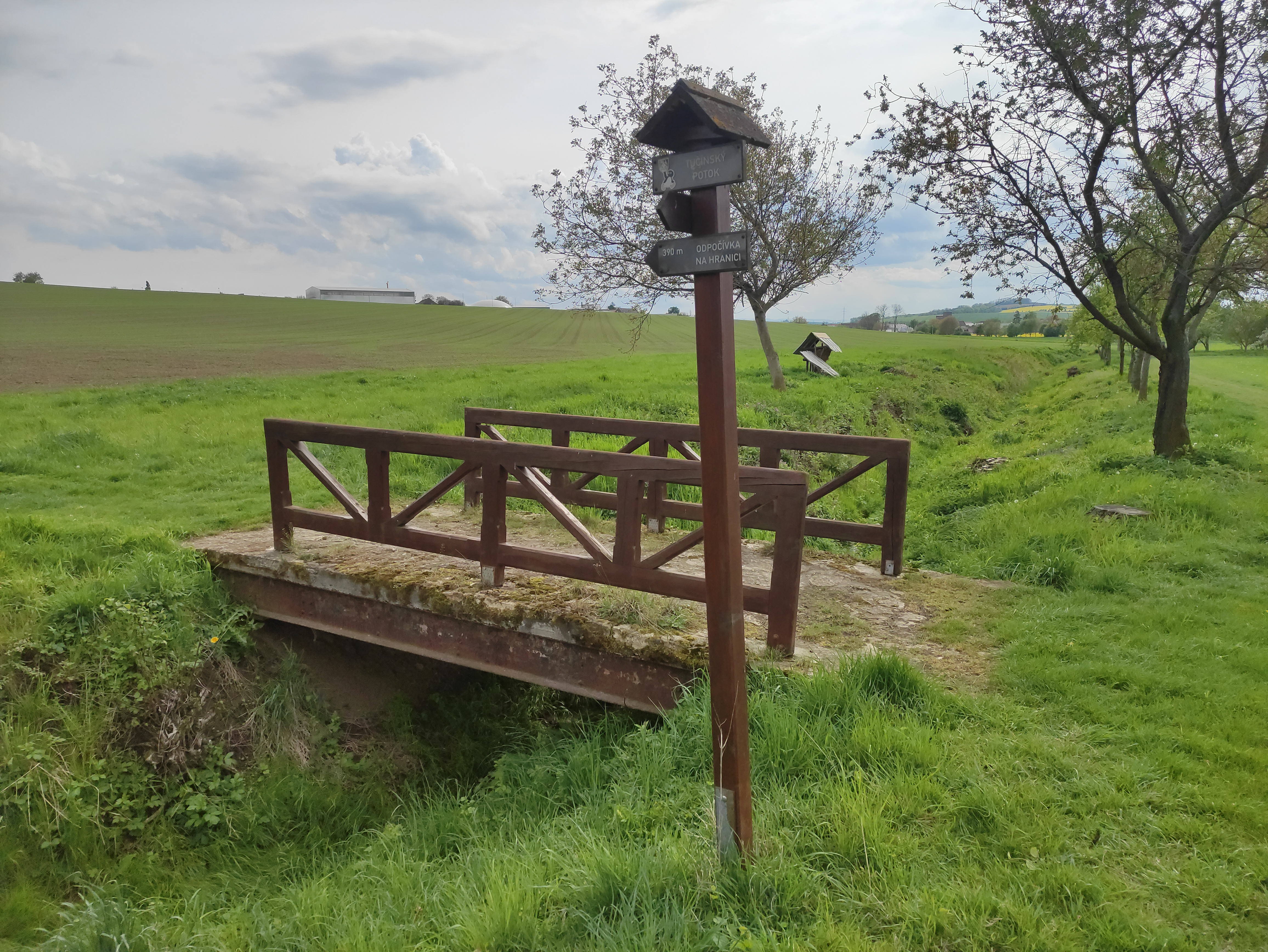
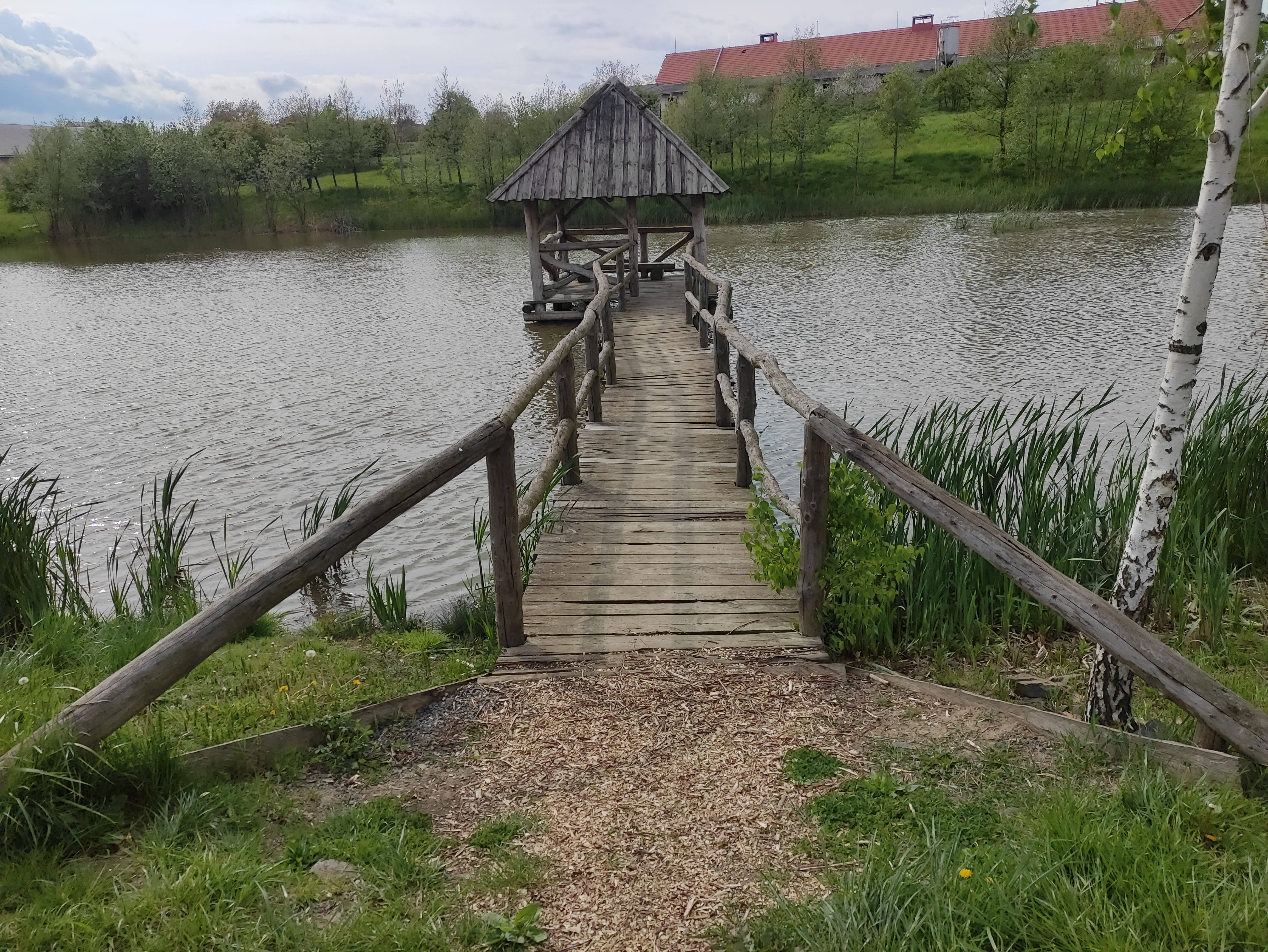